# Alfa Bokbier
Alfa Bokbier is een Nederlands bier van lage gisting, gebrouwen bij de Alfa Bierbrouwerij in Thull (Schinnen)
Het is een robijnrood bier met een alcoholpercentage van 6,5%. In 1981 kwam Alfa Bokbier op de markt.
Het bier wordt in het najaar, in een beperkte hoeveelheid, gebrouwen voor de wintermaanden.